# Котенёв, Владимир Владимирович (советский дипломат)
Влади́мир Влади́мирович Котенёв (11 марта 1930 — 30 марта 1983, Москва) — советский дипломат. Чрезвычайный и полномочный посланник I класса.

## Биография
На дипломатической работе с 1954 года.
- В 1954—1956 годах — сотрудник Миссии СССР в Таиланде.
- В 1956—1963 годах — сотрудник центрального аппарата МИД СССР.
- В 1963—1966 годах — сотрудник Посольства СССР в Индии.
- В 1966—1976 годах — на ответственной работе в центральном аппарате МИД СССР.
- С 23 февраля 1976 по 5 марта 1981 года — чрезвычайный и полномочный посол СССР в Гайане[1].
- В 1981—1983 годах — на ответственной работе в центральном аппарате МИД СССР.

Похоронен в Москве на Кунцевском кладбище.   